# Francis Younghusband
Podplukovník Francis Younghusband (31. května 1863 – 31. července 1942) byl důstojník britské armády, cestovatel a spisovatel. Je znám především díky svým cestám na dálný východ a do střední Asie, zvláště pak díky vedení britského tažení do Tibetu v roce 1904.